# Květen 2023
Toto je archivovaný článek z portálu Aktuality.
3. května – středa
 Při masové střelbě v bělehradské škole zemřelo devět lidí. 
4. května – čtvrtek
 Při požáru v brněnské Plotní ulici zemřelo osm lidí bez domova. 
5. května – pátek
 Ředitel WHO, Tedros Adhanom Ghebreyesus, vyhlásil ukončení stavu ohrožení veřejného zdraví pandemií covidu-19. Celosvětově si pandemie covidu-19 vyžádala téměř 7 milionů obětí. 
6. května – sobota
 Ve Westminsterském opatství byl korunován britský král Karel III. 
7. května – neděle
 Ve věku 97 let zemřela česká herečka a operní pěvkyně Soňa Červená. 
11. května – čtvrtek
 Z Pásma Gazy odpálili palestinští ozbrojenci na Izrael více než 460 raket. 
13. května – sobota
 Vítězkou Eurovision Song Contest se stala švédská zpěvačka Loreen s písní „Tattoo“, česká Vesna s písní „My Sister's Crown“ skončila desátá. 
 V Brjanské oblasti se téměř současně zřítily dva vrtulníky Mi-8 a dva letouny – Su-34 a Su-35. 
16. května – úterý
 Ukrajina se stala přispívajícím účastníkem Společného centra pro kybernetickou bezpečnost NATO (CCDCOE). 
22. května – pondělí
 Skupina ozbrojenců zaútočila na cíle v ruské Bělgorodské oblasti. 
24. května – středa
 Ruská výzvědná loď Ivan Churs byla poblíž Bosporu napadena námořními drony. 
 Supertajfun Mawar zasáhl americký ostrov Guam v Tichém oceánu. 
26. května – pátek
 Policie České republiky obvinila muže podezřelého ze založení lesního požáru v Českosaském Švýcarsku. 
28. května – neděle
 Vítězem mistrovství světa v ledním hokeji se stali hráči Kanady, kteří ve finále porazili Německo. Třetí skončil celek Lotyšska, pro nějž je to první medaile ze šampionátů. 
29. května – pondělí
 Recep Tayyip Erdoğan byl znovuzvolen tureckým prezidentem. 
31. května – středa
 Edgars Rinkēvičs byl zvolen lotyšským prezidentem. 